# جک اندرو (هنرپیشه)
جک اندرو (انگلیسی: Jack Richardson؛ ‏ ۱۸ نوامبر ۱۸۸۳ – ۱۷ نوامبر ۱۹۵۷) یک هنرپیشه اهل ایالات متحده آمریکا بود.
از فیلم‌های او می‌توان به شرکای جرم اشاره کرد.